# André Leducq
André Leducq (27 de febrero de 1904 - 18 de junio de 1980) fue un ciclista francés que ganó el Tour de Francia de los años 1930 y 1932.

## Biografía
Nació en Saint-Ouen. Fue dos veces campeón del mundo en la categoría amateur, antes de hacerse profesional en 1927. El año siguiente ganó la París-Roubaix y fue segundo en la clasificación general del Tour de Francia, estableciendo su popularidad también por su buen humor. Sus otras victorias importantes incluyen las dos victorias en el Tour de Francia (donde ganó un total de 25 etapas en 9 participaciones) y París-Tours de 1931.
Tras su retirada, fundó un equipo profesional ciclista que compitió en los años 50.

## Palmarés
| 1923 - París-Troyes 1927 - 2 etapas de la Vuelta al País Vasco - 3 etapas del Tour de Francia 1928 - París-Roubaix - París-Le Havre - 2.º en el Tour de Francia, más 4 etapas - 2.º en el Campeonato de Francia en Ruta - 1 etapa de la Vuelta al País Vasco 1929 - 5 etapas del Tour de Francia - 3.º en el Campeonato de Francia en Ruta - 1 etapa de la Vuelta al País Vasco 1930 - Tour de Francia, más 2 etapas - París-Caen | 1931 - 1 etapa del Tour de Francia - 3.º en el Campeonato de Francia en Ruta - París-Tours 1932 - Tour de Francia, más 6 etapas 1933 - Critérium Nacional - 2 etapas del Tour de Francia 1934 - Critérium de As 1935 - 1 etapa del Tour de Francia 1938 - 1 etapa del Tour de Francia |

## Resultados en las grandes vueltas
| Carrera         | 1923 | 1924 | 1925 | 1926 | 1927 | 1928 | 1929 | 1930 | 1931 | 1932 | 1933 | 1934 | 1935 | 1936 | 1937 | 1938 |
| --------------- | ---- | ---- | ---- | ---- | ---- | ---- | ---- | ---- | ---- | ---- | ---- | ---- | ---- | ---- | ---- | ---- |
| Giro de Italia  | -    | -    | -    | -    | -    | -    | -    | -    | -    | -    | -    | -    | -    | -    | -    | -    |
| Tour de Francia | -    | -    | -    | -    | 4.º  | 2.º  | 11.º | 1.º  | 10.º | 1.º  | 31.º | -    | 17.º | -    | -    | 30.º |
| Vuelta a España | X    | X    | X    | X    | X    | X    | X    | X    | X    | X    | X    | X    | -    | -    | X    | X    |

## Reconocimientos
- En 2002 pasó a formar parte de la Sesión Inaugural del Salón de la Fama de la UCI.[1]